# Municipio de Quiver
El municipio de Quiver (en inglés: Quiver Township) es un municipio ubicado en el condado de Mason en el estado estadounidense de Illinois. En el año 2010 tenía una población de 900 habitantes y una densidad poblacional de 6,68 personas por km².

## Geografía
El municipio de Quiver se encuentra ubicado en las coordenadas 40°22′14″N 89°55′57″O / 40.37056, -89.93250. Según la Oficina del Censo de los Estados Unidos, el municipio tiene una superficie total de 134.67 km², de la cual 110,05 km² corresponden a tierra firme y (18,29 %) 24,63 km² es agua.

## Demografía
Según el censo de 2010, había 900 personas residiendo en el municipio de Quiver. La densidad de población era de 6,68 hab./km². De los 900 habitantes, el municipio de Quiver estaba compuesto por el 96,56 % blancos, el 1 % eran afroamericanos, el 0,33 % eran amerindios, el 0,11 % eran asiáticos, el 0,33 % eran de otras razas y el 1,67 % eran de una mezcla de razas. Del total de la población el 0,89 % eran hispanos o latinos de cualquier raza.